# L'Oiseau de paradis (film, 1962)
Pour les articles homonymes, voir Oiseau de paradis.
L'Oiseau de paradis est un film français réalisé par Marcel Camus sorti en 1962.

## Synopsis
Au Cambodge, le parcours amoureux de Sok, un jeune bouddhiste, qui a renoncé à son projet de devenir moine, et de Dara, une danseuse sacrée, auxquels l'oiseau de paradis a promis le bonheur.

## Fiche technique
- Titre : L'Oiseau de paradis
- Réalisation : Marcel Camus
- Scénario et dialogues : Marcel Camus et Jacques Viot
- Photographie : Raymond Lemoigne
- Son : Antoine Bonfanti
- Musique : Maurice Jarre
- Montage : Andrée Feix
- Sociétés de production : Ciné Alliance - Filmsonor - Speva Films
- Pays de production :  France
- Format : Couleur - 35 mm - Mono
- Genre : Film dramatique
- Durée : 117 minutes
- Date de sortie : France - 24 octobre 1962

## Distribution
- Bopha Devi
- Sam El
- Yvon Hem
- Nary Hem[1]
- La troupe du Théâtre royal khmer

## Accueil critique
Pour Le Monde, Marcel Camus « semble n'avoir retenu des séductions cambodgiennes que les plus évidentes et les plus conformes à l'habituelle propagande touristique ».